# ليل بي
براندون كريستوفر مكارتني (بالإنجليزية: Brandon Christopher McCartney) (من مواليد 17 أغسطس 1989)،  المعروف باسم ليل بي (بالإنجليزية: Lil b) والقب الكبير  The BasedGod ، هو مغني راب أمريكي. يمتد عمله الفردي إلى عدة أنواع ، بما في ذلك موسيقى الهيب هوب والعصر الجديد وموسيقى الروك المستقلة والكورال . يصف عمله بأنه «باسيد» ، وهو مصطلح يدل على نمط حياة يتسم بالإيجابية والتسامح. ويلاحظ لاستخدامه المكثف لوسائل التواصل الاجتماعي لبناء عبادة على الإنترنت.  أصدر مجموعة متنوعة من الألبومات والأشرطة المختلطة ، كان آخرها سانتا (2021).

## المسيرة الموسيقية

### 1989-2007: بدايات الحياة والبدايات المهنية
نشأ مكارتني في بيركلي ، كاليفورنيا ،  والتحق بالمدرسة الثانوية في ألباني هاي في ألباني. تبنى اسم ليل بي  ، وبدأ في ممارسة موسيقى الراب في سن 15 عامًا مع مجموعة الهيب هوب The Pack  التي تتخذ من منطقة خليج سان فرانسيسكو مقرًا لها. بعد مقطعين مختلط ناجحين محليًا ، في ذروة حركة منطقة منطقة الخليج ، أصبحت أغنية المجموعة " Vans " نجاحًا مفاجئًا. صنفت الأغنية على أنها خامس أفضل أغنية لعام 2006 من قبل مجلة رولينج ستون.  في عام 2007 ، أصدر Lil B and The Pack ألبومهم الأول ، باسيد بويز .

## الفنية

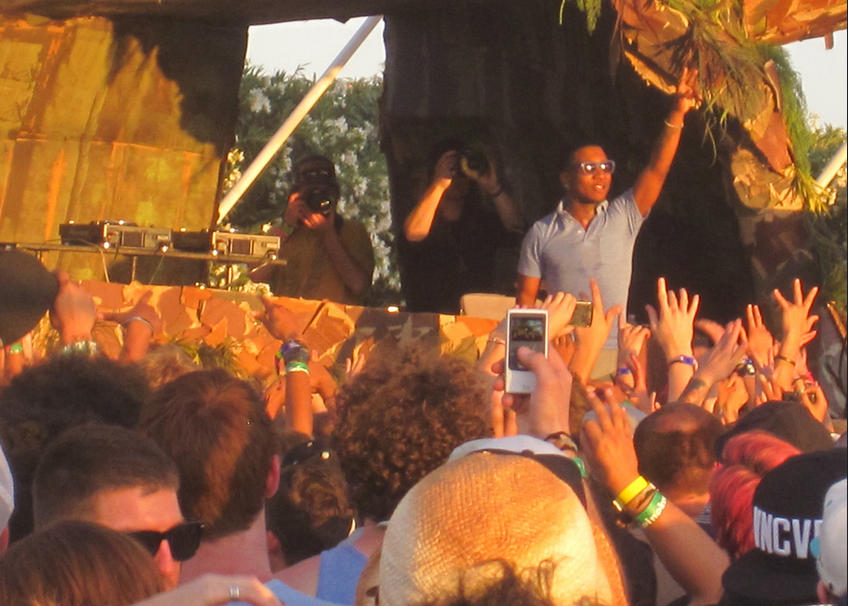
ليل بي في مهرجان كوتشيلا للموسيقى في عام 2011

يشير ليل بي ونقاد الموسيقى إلى أسلوبه في موسيقى الراب على أنه "based" ، وهي كلمة يستخدمها ليل بي أيضًا لوصف أسلوب حياة إيجابي ومتسامح. «باسيد» هي كلمة مستصلحة ، كما وصفها ليل بيفي مجمع :  
Based يعني أن تكون على طبيعتك.  عدم الخوف مما يعتقده الناس عنك.  لا تخشى أن تفعل ما تريد أن تفعله.  أن تكون إيجابيا.  عندما كنت أصغر سنًا ، كان مصطلح «أساس» سلبيًا يعني مثل dopehead أو basehead.  اعتاد الناس على السخرية مني.  كانوا مثل ، «أنت based».  سوف يستخدمونها على أنها سلبية.  وما فعلته هو تحويل ذلك السلبي إلى إيجابي.  بدأت في احتضانه مثل ، «نعم ، أنا باسيد.»  لقد صنعته لي.  لقد قمت بتضمينه في رأسي.  باسيد شيء إيجابي.